# Google Classroom

Das Google-Classroom-Logo

Google Classroom (engl. für „Google-Klassenzimmer“) ist eine Internetplattform, die es Lehrern im Schulalltag ermöglicht, Lern- und Übungsaufgaben und Aufgaben für Leistungsnachweise auf papierlose Weise zu erstellen und an die Schüler auszuteilen; die Schüler bearbeiten die Aufgaben am Computer (entweder als Hausaufgabe oder in zugewiesenen Arbeitszeiten während des Schultages), können bei eventuellen Problemen und Rückfragen elektronisch mit dem Lehrer kommunizieren und reichen sie nach Erledigung elektronisch beim Lehrer ein. Google Classroom ist somit ein Instrument des integrierten Lernens.
Google LLC hat die Plattform im Rahmen seines Dienstes Google for Education am 12. August 2014 in Dienst gestellt. Google Classroom steht in 42 Sprachen zur Verfügung, auch auf Deutsch. In den Vereinigten Staaten wird Google Classroom seit vielen Jahren in sehr großem Umfang genutzt, während es im deutschen Sprachraum durch den Lockdown vieler Schulen während der COVID-19-Pandemie an Bekanntheit gewonnen hat.

## Voraussetzungen
Die Benutzung von Google Classroom ist kostenlos. Lehrer, die den Service nutzen wollen, benötigen die Unterstützung ihrer Schule, die ein G-Suite-for-Education-Konto eingerichtet haben muss. Google richtet ein solches Konto nur für Bewerber ein, die bestimmte Voraussetzungen erfüllen. In Schulen in den Vereinigten Staaten wird diese Aufgabe häufig von einem School IT Administrator übernommen; besondere IT-Expertise ist jedoch weder für die Einrichtung des G-Suite-for-Education-Kontos noch für den Gebrauch von Google Classroom erforderlich. Sobald das G-Suite-for-Education-Konto besteht, können interessierte Lehrer virtuelle Klassen einrichten und die Services beliebig nutzen.

## Leistungen

### Elemente
Google Classroom bündelt einige der Services von Google speziell für den Gebrauch im Schulunterricht.

#### Dokumente
Die Dokumente, die Schüler und Lehrer im Rahmen von Google Classroom erstellen und miteinander teilen, werden unter Google Drive verwaltet. Google Drive ist ein Filehostingservice von Google, der mit Hilfe von Google Docs, Sheets, Slides und Forms die Erstellung von Textdokumenten, Tabellen, Präsentationen und elektronischen Formularen sowie deren Speicherung in der Cloud – also nicht auf dem Computer des Benutzers, sondern auf einem Google-Server – unterstützt.

#### Kommunikation
Für die Kommunikation zwischen Lehrern und Schülern kann Googles E-Mail-Dienst Gmail genutzt werden. Zwingend ist dies jedoch nicht, manche Schulen unterbinden den Gebrauch von Gmail sogar gänzlich. Alternativ stehen nämlich Threads zur Verfügung („Stream“), die nicht nur zum Platzieren von regulären Lehrerbeiträgen, sondern auch für Kommunikation genutzt werden können, und zwar für intern-öffentliche Kommunikation ebenso wie für private, die nur der Lehrer und der jeweilige Schüler einsehen können.
Eltern haben, wenn die mitwirkenden Lehrer dies so einrichten, die Möglichkeit, sich wahlweise täglich oder wöchentlich per E-Mail Informationen über aktuelle Unterrichtsaktivitäten und Aufgaben ihres Kindes zusenden zu lassen. Lehrer können auf diesem Kanal Eltern auch direkt ansprechen, z. B. wenn Sachspenden für individuelle Projekte oder Unterrichtsaktivitäten benötigt werden. Gegenüber konventionellen Lehrer→Eltern-E-Mails haben diese „Zusammenfassungs-E-Mails“ für die Eltern den Vorteil, dass sie Informationen von sämtlichen Lehrern, die Google Classroom verwenden, in einer einzigen E-Mail erhalten.
In den Vereinigten Staaten haben Lehrer generell berufliche E-Mail-Adressen, über die sie von Schülern und Eltern auch dann bis in ihren Unterrichtsraum hinein erreicht werden können, wenn Google Classroom nicht benutzt wird.

#### Zeitplanung
Für die Verwaltung von Terminen und Deadlines kann der Google Kalender eingebunden und genutzt werden.

### Funktionen

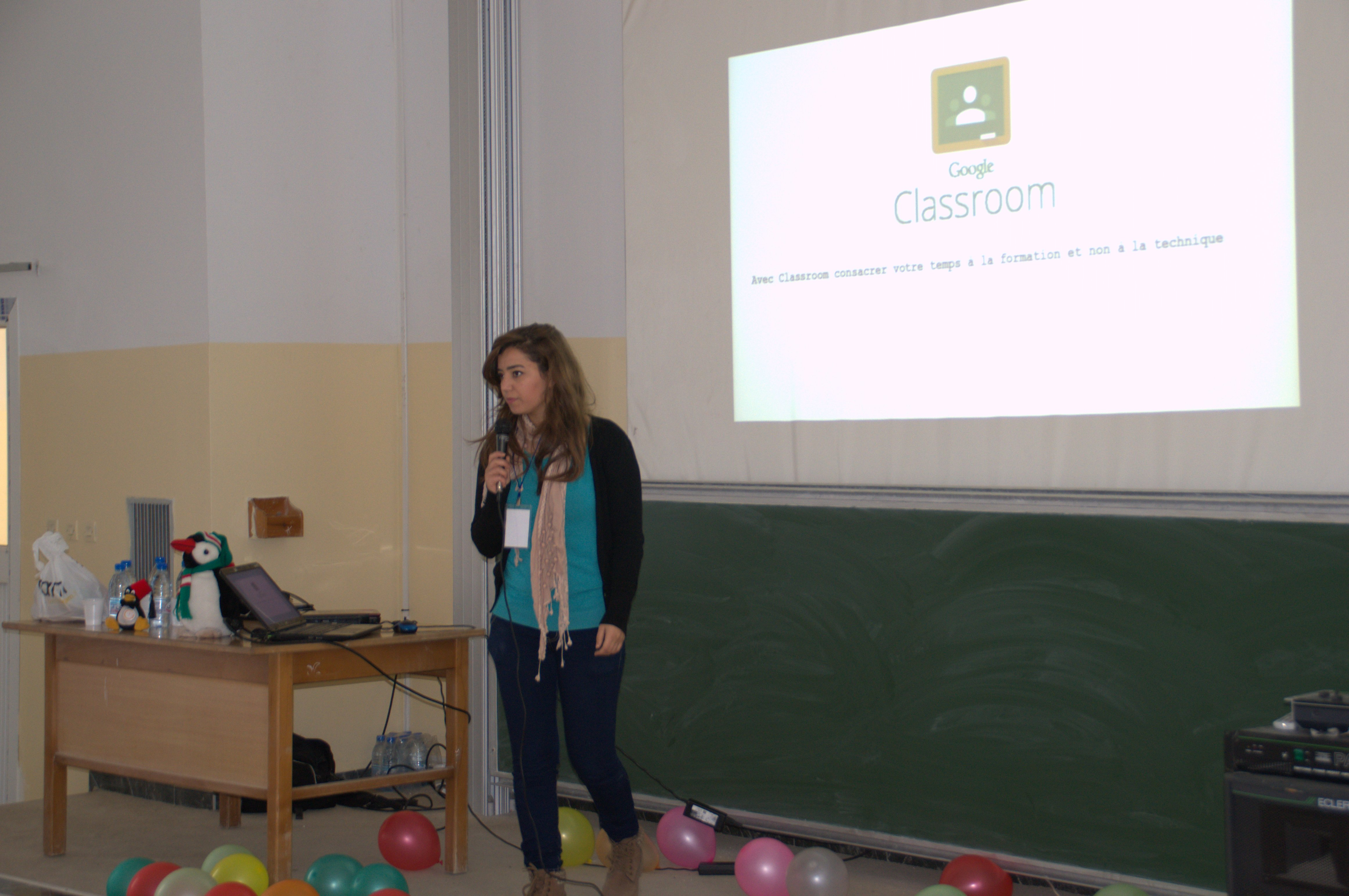
Google Classroom wird auf einer Informationsveranstaltung in Tunesien vorgestellt.

#### Teilnehmerverwaltung
Um Schüler zu einer virtuellen Klasse einzuladen, teilt der Lehrer ihnen einen Code mit, mit dessen Hilfe sie sich einloggen können. Mit Hilfe dieses Codes können die Schüler sich auf der Webseite classroom.google.com dann identifizieren und Zugang erlangen. Bei Bedarf können per E-Mail auch die Eltern eingeladen werden, auf die virtuellen Klassen bzw. Teilbereiche davon zuzugreifen.

#### Stream
Zentrales Element jeder virtuellen Klasse ist der „Stream“, eine Seite, die einen Thread wie in einem Webforum bietet. Der Lehrer postet hier laufend Beiträge, z. B. Ankündigungen oder Aufgaben. Wenn er dies wünscht, kann er den Schülern die Erlaubnis erteilen, Kommentare oder sogar eigene Beiträge zu posten, und zwar wahlweise öffentlich oder privat, d. h. so, dass andere Schüler sie nicht lesen können. Private Kommentare enthalten meist Rückfragen, wenn ein Schüler mit der Aufgabe Probleme hat; öffentliche Kommentare liegen beispielsweise dann nahe, wenn der Lehrer vergessen hat, einer Aufgabe oder einem Beitrag wichtige Informationen beizufügen. Sämtlichen Posts können bei Bedarf Dokumente, Hyperlinks, Links zu YouTube-Videos und anderes mehr beigeheftet werden.

### App
Google Classroom liegt auch als App vor und ermöglicht es Schülern damit, auch ihr Mobiltelefon zu verwenden, um nachzuschauen, welche Haus- und sonstigen Aufgaben mit welchen Abgabefristen anliegen.

## Kritik
Google Education ist werbefrei. Seit Google in den Vereinigten Staaten wegen seiner Praxis, private E-Mails für Marktforschungszwecke zu scannen, massiv unter öffentlichen und auch juristischen Druck geraten ist, gelten E-Mails, die im Rahmen von Google Classroom versandt werden, als vor solchem Scanning sicher.